# 사랑보다 아름다운 유혹
《사랑보다 아름다운 유혹》(Cruel Intentions)은 1999년에 개봉한 미국의 영화로서 라이언 필립, 세라 미셸 겔러, 리즈 위더스푼, 셀마 블레어 등이 출연했다. 원작은 프랑스에서 발간된 18세기 서간체 소설 작품인 《위험한 관계》(Les Liaisons dangereuses)이지만 소설과는 달리 뉴욕 한복판에서 벌어지는 현대 이야기를 다루고 있으므로 많은 부분이 바뀌어 그려져 있다. 두 명의 주인공이 벌이는 내기로 시작되며 소자본 독립영화로 촬영됐다가 후에 콜럼비아 픽쳐스가 매입하여 배급하게 된다. 1999년 3월 5일 개봉했으며 후작이 3탄까지 발표됐다. 대한민국에서는 청소년 관람불가이다.

## 줄거리
모든 갖출 것은 다 있는 부잣집 딸인 캐서린은 세실과 아주 절친한 사이이다. 하지만 전 애인이 여리고 착한 세실과 사랑에 빠지자 캐서린은 질투를 위해 세실에게는 많은 남자들이 꼬이게 하여 평판을 나쁘게 하고 전 남자친구에게는 뜨거운 맛을 보여주겠다며 이를 간다.
캐서린은 이복 남동생인 세바스챤이 있다. 세바스챤에게 세실과 함께 자라고 부탁하지만 그는 처음에 거절한다. 사실 세바스챤은 아네트라는 여학생을 차지하기 위해 안달나 있던 것이다. 세바스챤은 잠시간 숙모 집에 머물던 중 캐서린은 세바스챤과 내기를 벌여 세바스챤이 아네트의 사랑을 얻을 것인지에 대해 내기를 건다. 만약 세바스챤이 이기면 캐서린은 같이 잠자리를 잘 것이라고 한다.
그러는 동안 캐서린은 세실에게 첼로를 가르치는 선생님과 잘 해보라고 그녀를 부추긴다. 캐서린의 계획은 자신이 열성적으로 시도하지 않았음에도 두 사람의 관계가 좋아지면서 저절로 이뤄지고 세실이 선생님과 잘 지내는 모습을 보게 된다.
세바스챤은 아네트와 만나보려고 애를 쓴다. 화학 시간을 같이 듣지만 그를 거들떠 보지도 않는다. 그 이유가 세실의 엄마가 아네트에게 충고한 것 때문이었다는 것을 알자 세바스챤은 캐서린을 꼬드겨 세실을 꼬시려 시도한다.
캐서린은 로날드 선생님과 세실의 관계를 다시 부서뜨리려 세실의 엄마에게 헛소문을 내고 그 와중에 세바스챤은 세실을 집으로 끌어들인 뒤 거짓 편지를 준다. 그는 세실에게 줄 거짓 편지를 쓴 다음에 구강 성교를 해준다. 다음날 세실은 캐서린에게 이 사실을 고백한다.
세바스챤은 그저 여자를 꼬시겠다는 것이 아니라 아네트를 정말로 사랑하게 되고 그의 감정을 억누르지 못해 계속해서 아네트 주위를 맴돈다. 그는 협박을 해보기도 하고 여러모로 아네트에게 접근하지만 아네트는 내가 사랑하는 남자만이 나와 함께할 수 있다며 못을 받는다. 아네트는 서서히 세바스챤에게 마음을 열어가고 있는 중에 세바스챤을 만나지만 정작 세바스챤은 토라져 아네트의 마음을 받아주지 않는다. 아네트가 마음 상해 떠나려 하자 세바스챤은 튀어나와 연인이 된다.
다음날 캐서린은 약속대로 섹스를 허락하겠다고 하지만 세바스챤은 거절한다. 그녀는 심통이 나서 네가 하는 짓은 그저 동정심에 그친 사랑을 주워먹는 것일 뿐이라면서 나무란다. 결국에 캐서린은 아네트에 대해 오해하도록 사건을꾸며 둘을 갈라놓고 자신에게 돌아오게 만든다. 결국 세바스챤은 패배하고 만 것이다. 세바스챤은 자신이 저지른 일을 고백하지만 이미 캐서린은 자기가 모든 것을 꾸몄고 패자와는 잠자리도 같이 하지 않을 것이라면서 외면한다.
세바스챤은 자신의 실수에 크게 상심하고 자신이 직접 쓴 기사 형식의 글을 보내며 아네트를 향한 진정한 사랑의 노래를 적어내려간다. 캐서린은 그동안 로날드 선생님에게 세바스챤과 세실이 섹스를 했다는 것을 알려주고 세바스챤이 그녀를 때렸다고 거짓말을 해 로날드를 격분하게 만든다. 로날드는 세바스챤과 만나 싸움을 벌인다. 세바스챤을 찾던 아네트는 그 모습을 보고 말리려 하지만 둘의 힘에 밀려 내팽겨치면서 다가오던 차와 부닫치려 한다. 이때 세바스챤이 그녀를 밀어내고 대신 사고를 당한다. 그의 옆으로 뛰어간 아네트는 사랑을 고백하며 죽어가는 세바스챤을 보고 말았다.
그의 장례식에서 캐서린은 전체 학생 앞에서 자신이 저지른 일과 이복 동생이던 세바스챤의 생각 그리고 이야기들에 대해 연설한다. 그녀의 연설 중간에 학생들은 이미 걸어나가버리기 시작한다. 그때 아네트는 세바스챤의 일지를 모두 복사해 모든 학생들에게 나눠준다. 아네트가 뿌린 글을 보고 그가 저지른 잘못과 내기에 대한 것, 캐서린에 대한 것을 본 학생들은 캐서린이 얼마나 이기적이고 사람을 조종하는 맛에 살아가는 여학생임을 알게 된다. 거기다 마약까지 숨겨 놓은 사실을 써놓은 글을 보고 모든 사람들은 그녀에 대해 다시 생각하게 된다.
마지막 장면에서 아네트는 재규어에 타 옆 자리에 세바스챤의 편지를 두고서 어디론가 떠난다.

## 출연

### 주연
- 라이언 필립
- 사라 미셸 겔러
- 리즈 위더스푼

### 조연
- 셀마 블레어
- 루이즈 플레쳐
- 조슈아 잭슨
- 에릭 마비우스
- 숀 패트릭 토마스

## 기타
- 원작자: 쇼데를르 드 라클로
- 공동제작: 헤더 지겐
- 미술: 존 게리 스틸
- 의상: 데니즈 윈게이트
- 배역: 앤 맥카시
- 배역: 마리 베뉴

## 수상 및 후보 지명
영화 《사랑보다 아름다운 유혹》이 이룬 상과 후보 지명 시상식은 다음과 같다.
| 연도 | 시상식명                   | 부문                                         | 결과 |
| ---- | -------------------------- | -------------------------------------------- | ---- |
| 2000 | 블록버스터 엔터테인먼트 상 | 여우조연상: 리즈 위더스푼                    | 수상 |
| 2000 | 골든 슬레이트 상           | 최고 작사·작곡상                             | 수상 |
| 2000 | 골든 슬레이트 상           | 여우주연상: 세라 미셸 겔러                   | 지명 |
| 2000 | 골든 슬레이트 상           | 최우수 작품상                                | 지명 |
| 2000 | 골든슬레이트 상            | 최고 음향상                                  | 수상 |
| 2000 | 골든슬레이트 상            | 최고 Teen Movie                              | 지명 |
| 2000 | MTV 영화상                 | 여우주연상: 세라 미셸 겔러                   | 수상 |
| 2000 | MTV 영화상                 | 최고의 키스 장면: 셀마 블레어                | 수상 |
| 2000 | MTV 영화상                 | 남우주연상: 라이언 필립                      | 지명 |
| 2000 | MTV 영화상                 | 최고의 악역: 세라 미셸 겔러                  | 지명 |
| 2000 | 틴 초이스 상               | 최고 작품상 - 드라마 부문                    | 수상 |
| 2000 | 틴 초이스 상               | 남우주연상: 라이언 필립                      | 지명 |
| 2000 | 틴 초이스 상               | 여우주연상: 리즈 위더스푼                    | 지명 |
| 2000 | 틴 초이스 상               | 가장 섹시한 장면: 리즈 위더스푼, 라이언 필립 | 수상 |